# Anthony Ingrassia
Anthony J. Ingrassia (* 1944 in New York City; † 16. Dezember 1995 in Amityville) war ein US-amerikanischer Dramatiker, Theaterproduzent und -regisseur.

## Leben und Wirken
Ingrassia studierte nach dem Besuch der Massapequa High School Schauspiel und begann in den 1950er und 1960er Jahren seine Laufbahn in Theaterproduktionen abseits des Mainstream. Er wurde Mitglied des Ensembles von Charles Ludlams Play-House of the Ridiculous und war Impresario der Company One, die sich nach jeder Produktion bis hin zur Company Seven umbenannte. Nach dem Misserfolg seines Stückes Fame über Marilyn Monroe (der Kritiker Clive Barnes von der fNew York Times nannte es „a limp rag of a comedy“) 1974 ging er als Stipendiat des Deutschen Akademischen Austauschdienstes nach Berlin, wo er die nächsten sechseinhalb Jahre lebte.
Er trat dort in einer Revue mit Romy Haag auf, wirkte als Schauspieler in einigen Filmproduktionen mit und betätigte sich als Hörspielautor. Berührungen wurde im März 1979 Hörspiel des Monats, und unter anderem bearbeitete er auch Fame für den Rundfunk. Von Berlin aus realisierte er auch die Musikrevue Shindig, die 1979 im New York City Center sechs Aufführungen erlebte. 1985 kehrte Ingrassia in die USA zurück. Im Club La Mama in Manhattan wurde 1994 Sweet Dreams aufgeführt, eine Collage aus 14 Stücken, die er in Deutschland geschrieben und veröffentlicht hatte, die aber noch nie aufgeführt worden waren. Neben Theaterstücken inszenierte er auch Rockshows mit Sängern wie Marianne Faithfull, Patti Smith und David Bowie. Ingrassia starb an Herzversagen wegen massiven Übergewichts.

## Filmografie
- 1983: Pankow '95
- 1984: Der Mord mit der Schere
- 1988: Zum Beispiel Otto Spalt

## Hörspiele in Deutschland
- 1979: Berührungen – Übersetzung und Regie: Götz Naleppa (Original-Hörspiel, Kunstkopfstereo – RIAS/NDR)
  - Auszeichnung: Hörspiel des Monats März 1979
- 1980: Fame – berühmt – Übersetzung und Regie: Götz Naleppa (Hörspielbearbeitung, Biographie – RIAS)
- 1983: Detective Andy und der Transvestitenmord – Regie: Bernd Lau (Originalhörspiel, Kriminalhörspiel – SFB/HR)
- 1985: Onkel Vinnie. Szenen aus einem Haus am Meer – Regie: Götz Naleppa (Hörspielbearbeitung – SFB)
- 1987: Detective Andy und der Disco-Passion-Mord – Regie: Werner Klein (Originalhörspiel, Kriminalhörspiel – SFB)
- 1996: Detective Andy und der Ostersonntagsmord – Bearbeitung und Regie: Christoph Dietrich (Originalhörspiel, Kriminalhörspiel – Deutschlandradio)
- 1997: Detective Crawford und der Mord an der Thompson Street – Regie: Corinne Frottier (Originalhörspiel, Kriminalhörspiel – SFB)

## Quelle
- The New York Times, 18. Dezember 1995: Anthony Ingrassia, Playwright and Producer, 51